# 軟棘蝟鱈
軟棘蝟鱈（学名：Echinomacrurus mollis）為輻鰭魚綱鱈形目鼠尾鱈科的其中一種，分布於北大西洋中洋脊海域，屬深海底棲性魚類，深度4000-6000公尺，體長可達46.5公分，棲息在大陸坡底層水域，生活習性不明。
其种加词“mollis ”意为“柔软的”。